# Vladimir Latin
Vladimir Latin (Narva, URSS, 30 de mayo de 1985) es un deportista estonio que compitió en remo. Ganó una medalla de plata en el Campeonato Europeo de Remo de 2008, en la prueba de doble scull.

## Palmarés internacional
| Campeonato Europeo | Campeonato Europeo | Campeonato Europeo | Campeonato Europeo |
| Año                | Lugar              | Medalla            | Prueba             |
| ------------------ | ------------------ | ------------------ | ------------------ |
| 2008               | Maratón (Grecia)   | Medalla de plata   | Doble scull        |